# Electra (Galdós)
Electra ist ein in Prosa verfasstes fünfaktiges Theaterstück des spanischen Schriftstellers Benito Pérez Galdós. Mit seinem antiklerikalen Inhalt zog es starke Reaktionen nach sich. Die Uraufführung am 30. Januar 1901 in Madrid gilt „als denkwürdiger Tag in der Geschichte des spanischen Theaters, vergleichbar dem Hernani-Ereignis in Paris im Februar 1830“.

## Inhalt des Stückes

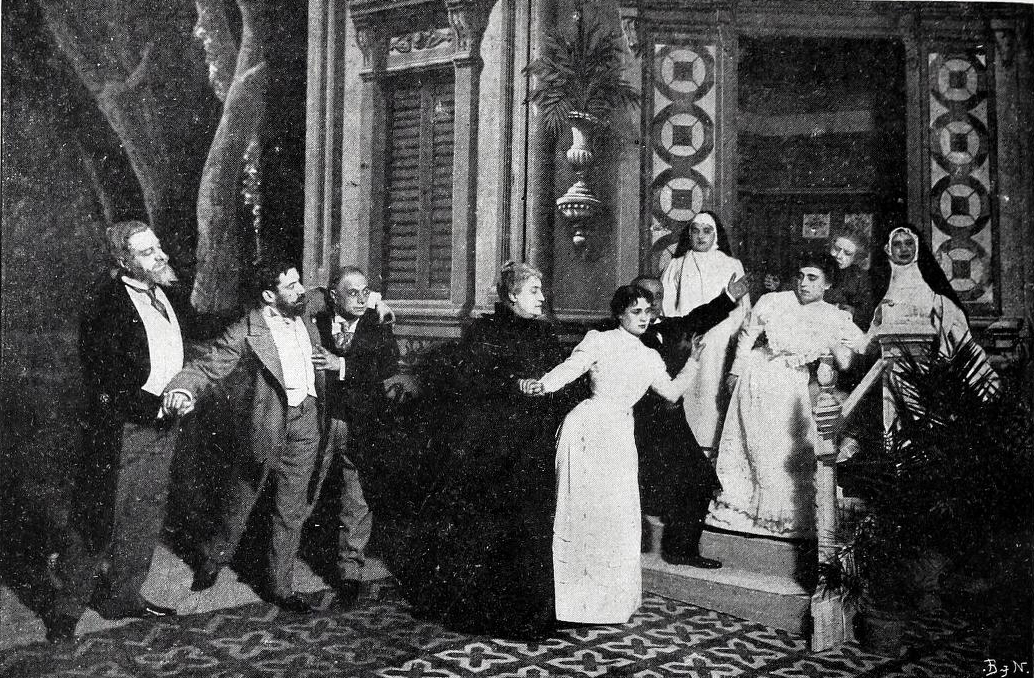
Electra, 4. Akt, Aufführung am 9. Februar 1901.

### Erster Akt
Nach dem Tod ihrer Mutter Eleutaria ist die junge Electra in ein Pensionat gebracht worden, inzwischen aber bei Evarista untergebracht, der leiblichen Kusine ihrer Mutter. Electras Mutter war für ihr skandalöses Verhalten zwischen 1880 und 1885 berüchtigt, hat aber vor ihrem Tod wieder zu einer tugendhaften Lebensweise zurückgefunden.
Das verspielte, ungezwungene Verhalten Electras weckt das Interesse verschiedener Männer in ihrer Umgebung: Der Börsenagent Cuesta gibt ihr zu verstehen, dass er sich finanziell um sie kümmern werde. Der Marqués de Ronda sucht sie ebenfalls auf, beider Gespräch wird aber durch das Auftauchen eines weiteren Mannes gestört: Der fromme, gestrenge Pantoja will Electra auf seine Art beschützen und mit Strenge darauf achten, dass sie „en la virtud, en la pureza“ („in Tugend, in Reinheit“) erzogen werde.
Dem Naturforscher Máximo gesteht Electra, dass sie auf all diese Interessebekundungen keine Lust hat: „Quieren anularme, esclavizarme, reducirme a una cosa“ („Sie wollen mich vernichten, zur Sklavin machen, auf eine Sache reduzieren“). Máximo fordert sie dazu auf, ihre Unabhängigkeit zu bewahren, Emanzipation und Ungehorsam zu wagen.

### Zweiter Akt
Der Marqués, der begeistert von Máximos Arbeit in dessen elektrotechnischem Labor ist, lädt im Namen seiner Frau Virginia alle zur Eröffnung des neuen Andachtshauses ein, auch Electra soll mitkommen. Diese hat unterdessen Evarista erzählt, dass ihr früher in Visionen ihre tote Mutter erschienen ist.
Es hat sich herumgesprochen, dass Electra viele Verehrer hat, die unter ihrem Fenster entlangschleichen und ihr Briefe schicken. Gegenüber Cuesta hat Electra behauptet, sich schon einen ausgeguckt zu haben, nennt aber seinen Namen nicht.
Electras neuester Streich ist die Entführung von Máximos kleinem Sohn, den sie bei sich versteckt hält. Als dies herauskommt, ist Máximo gar nicht betrübt darüber, Electra nimmt den Kleinen an sich und verlässt die Szene. Ihr Versprechen, mit zur Eröffnungsfeier für das Andachtshaus zu kommen, hält sie nicht ein.

### Dritter Akt
Electra unterhält sich mit Máximo in dessen Laboratorium. Máximo findet die Angebote von Cuesta und Pantoja gegenüber Electra unsäglich, da sie einer „autoritären Vaterschaft“ gleichkämen. Damit Electra dem Kloster entgehe, sinnt Máximo nach einer Lösung: Electra solle heiraten. Da sie sich – entgegen ihrer vorherigen Aussage – noch keinen Kandidaten ausgeguckt habe, wolle Máximo einen geeigneten Ehemann für sie finden. Der Marqués erscheint, es wird Kaffee serviert, er bietet sowohl Máximo als auch Electra das Du an.
Da erscheint Pantoja, um Electra zu holen. Sie dürfe sich nicht allein mit erwachsenen Männern aufhalten und solle nun nach Hause kommen. Gemeinsam gelingt es Máximo und dem Marqués, Pantoja zu vertreiben. Sie wollen nun zusammen Electra zu ihren Pflegeeltern zurückbringen, um sie vor deren Zorn zu beschützen. Im Hinausgehen verspricht Máximo, dass er Electra offiziell zu sich holen will, als seine Frau.

### Vierter Akt
Die Ehe scheint abgemacht zu sein, alle sind zufrieden damit, zuallererst Electra und Máximo, aber auch Electras Pflegeeltern. Nur Pantoja gefällt diese Entwicklung nicht. Im Gespräch mit Evarista insinuiert er, dass er Electras leiblicher Vater sei, er und Electras Mutter Eleuteria haben damals gesündigt, seien aber reuig auf den Pfad der Tugend zurückgekehrt. Evarista aber möchte Pantoja nicht bei seinem Vorhaben unterstützen, Electra ins Kloster zu stecken.
Pantoja greift daher zu einem anderen Mittel. Er verstrickt Electra in ein Gespräch und teilt ihr mit, dass Máximos Vater lange vor Electras Geburt der erste Liebhaber ihrer Mutter gewesen sei – und Electras Mutter auch die leibliche Mutter Máximos sei – was sie zu Halbgeschwistern machen und ihre Heirat verunmöglichen würde. Electra rennt davon, zeigt Anzeichen des Wahnsinns und möchte von einer Heirat mit Máximo plötzlich nichts mehr wissen. Alle anderen inklusive ihrem Ehemann in spe verstehen nicht, was vor sich geht.

### Fünfter Akt
Electra hat sich mit ihrem Schicksal abgefunden und ist ins Kloster gegangen. Inzwischen ist Cuesta gestorben und hat Electra die Hälfte seines Vermögens vermacht, allerdings unter der Bedingung, dass sie das Klosterleben aufgebe.
Der Marqués schwört, dass er von Máximos wirklicher Mutter die Bestätigung ihrer Mutterschaft erhalten habe, und außerdem sei Máximos Vater in der fraglichen Zeit gar nicht in Madrid gewesen. Zusammen mit Máximo will er Electra im Kloster aufsuchen und sie davon überzeugen, dass einer Ehe zwischen ihr und Máximo nichts im Weg stehe.
Electra erscheint derweil der Schatten ihrer toten Mutter, der zu ihr spricht: Sie sei nicht mit Máximo verwandt, diese Information sei nichts als Lüge gewesen. Sie solle ihre Zeit im Kloster als Prüfung ihrer Seelenstärke betrachten und sich nun getrost ins Eheleben stürzen. Electra vereint sich daraufhin mit Máximo und dem Marqués, Pantoja hat das Nachsehen.

## Übersetzung
- Benito Pérez Galdós: Electra. Schauspiel in fünf Acten. Einzig autorisierte Uebersetzung aus dem Spanischen von Rudolf Beer. Wiener Verlag 1901.